# Клиффорд, Томас, 1-й барон Клиффорд из Чадли
Томас Клиффорд, 1-й барон Клиффорд из Чадли (англ. Thomas Clifford, 1st Baron Clifford of Chudleigh; 1 августа 1630 — 17 октября 1673) — английский государственный и политический деятель, член Парламента в 1660—1673 гг. В 1672 году получил от короны титул барона Клиффорда из Чадли.

## Биография
Томас Клиффорд родился в 1630 году в семье  Хью Клиффорда из Чадли (1603—1639 гг.), полковника армии Карла I. Получил образование в Эксетерском колледже.
Незадолго до Реставрации монархии Клиффорд стал членом нижней палаты английского парламента. В дальнейшем неоднократно переизбирался.
Расположение короля было на стороне молодого карьериста, что способствовало быстрому продвижению Томаса Клиффорда по службе. После падения министерства Кларендона в 1667 году, участвовал в формировании нового кабинета, который в историографии принято называть министерством «Кабаль»(англ. The CABAL Ministry).
В 1672 году Томас Клиффорд получил титул барона и вскоре занял должность лорда-казначея. В 1673 лорд Клиффорд из-за интриг и давления недоброжелателей был вынужден покинуть свой пост и удалится от общественной жизни.
Умер барон Клиффорд в октябре 1673 года на 44 году жизни.